# Goethestraße

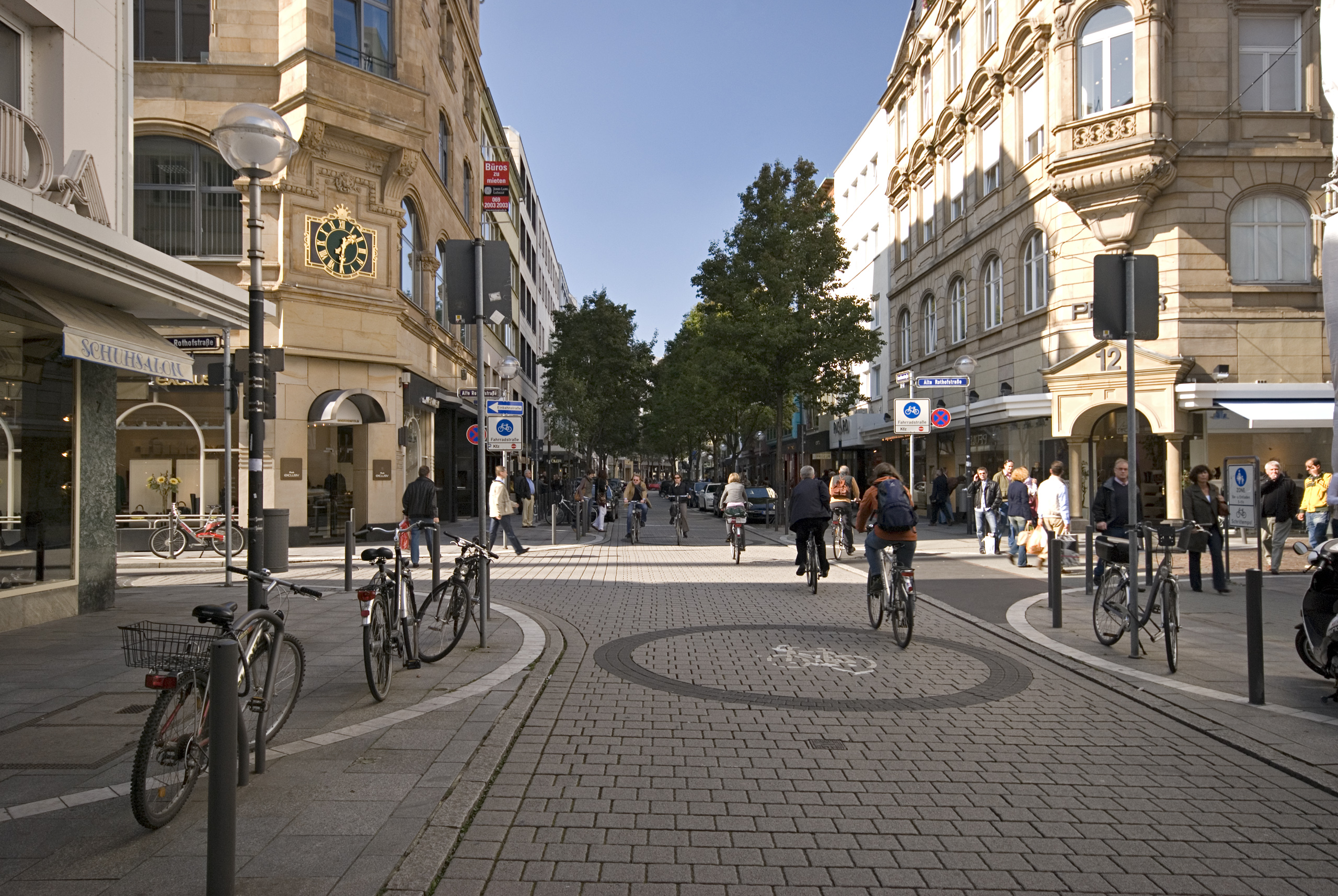
Goethestraße en Rothofstrasse

De Goethestraße is een winkelstraat in de Duitse stad Frankfurt am Main. Hij is gelegen in het stadsdeel Innenstadt. De straat is genoemd naar Johann Wolfgang von Goethe en werd aangelegd tussen 1892 en 1894. Het is een van de bekendste luxe-winkelstraten in Duitsland.
De straat verbindt de Opernplatz (voor de Alte Oper) in het westen met de Goetheplatz in het oosten. Na de Goetheplatz loopt de straat als Steinweg door tot aan An der Hauptwache.
De Goethestraße werd in 1892 aangelegd. Hij is 290 meter lang en kent veel vestigingen van kleding- en accessoireswinkels. Er zijn boetieks van modemerken als Armani, Bulgari, Chanel, Gucci, Hermès, Jimmy Choo, Louis Vuitton, Prada, Tiffany, Versace en Vertu.